# Rover serie 600
La Rover serie 600, progettata su base Honda Accord, è un'automobile prodotta dal 1993 al 1999 dal Gruppo Rover.

## Il contesto
Inizialmente disponibile in 3 versioni definite 618i, 620Si e 620Ti: la prima equipaggiata con un propulsore 1.8 l da 115 CV /85 Kw, la seconda con un 2.0 l di origine Honda da 131 CV / 96 Kw l'ultima una 2.0 turbocompressa da 200 CV / 147 Kw a 4 cilindri di progettazione Rover.
Di serie su tutte le versioni erano disponibili aria condizionata, servosterzo, airbag lato guida, autoradio, chiusura centralizzata con telecomando, 4 alzacristalli elettrici e spechietti retrovisori regolabili elettricamente.
Sulla versione 2.0 aspirata si aggiungeva l'ABS.
Sulla versione 2.0 turbocompressa si aggiungevano cerchi in lega, interni in pelle e, a richiesta, tetto apribile.
All'inizio del 1996 avvenne il primo aggiornamento, forzato più che altro dalle nuove leggi antinquinamento. Nelle nuove versioni l'ABS venne reso disponibile su tutti i modelli, così pure il doppio airbag, i poggiatesta posteriori regolabili in altezza e la terza luce di stop posteriore. Nonostante gli aggiornamenti l'auto, sottoposta ai crash test dell'Euro NCAP nel 1997, sotto il punto di vista della sicurezza automobilistica raggiunse le 1.5 stelle di valutazione.
Tutti i motori vennero omologati anche Euro 2 ed entrò in produzione la versione diesel definita 620SDi equipaggiata da un 2.0 l turbocompresso erogante 105Cv/77Kw: una delle maggiori potenze per l'epoca.
Nel 1998 avvenne l'ultimo aggiornamento che porta gli specchietti, le maniglie ed i salvaporta in tinta con la carrozzeria, oltre che la denominazione semplificata di Rover "600" per tutte le motorizzazioni ed allestimenti.
Venne sostituita nel 1999 dalla nuova Rover 75 (che prese il "posto" anche dell'ammiraglia Rover 800) progettata sotto l'egida della BMW poco prima che il Gruppo Rover venisse smembrato con la nascita del nuovo gruppo MG Rover.